# Thermocyclops crucis
Thermocyclops crucis – gatunek widłonoga z rodziny Cyclopidae. Nazwa naukowa tego gatunku skorupiaków została opublikowana w 2006 roku przez polską zoolog Marię Hołyńską.